# Glaucotes yuccivorus
Glaucotes yuccivorus là một loài bọ cánh cứng trong họ Cerambycidae.